# Jef Leempoels

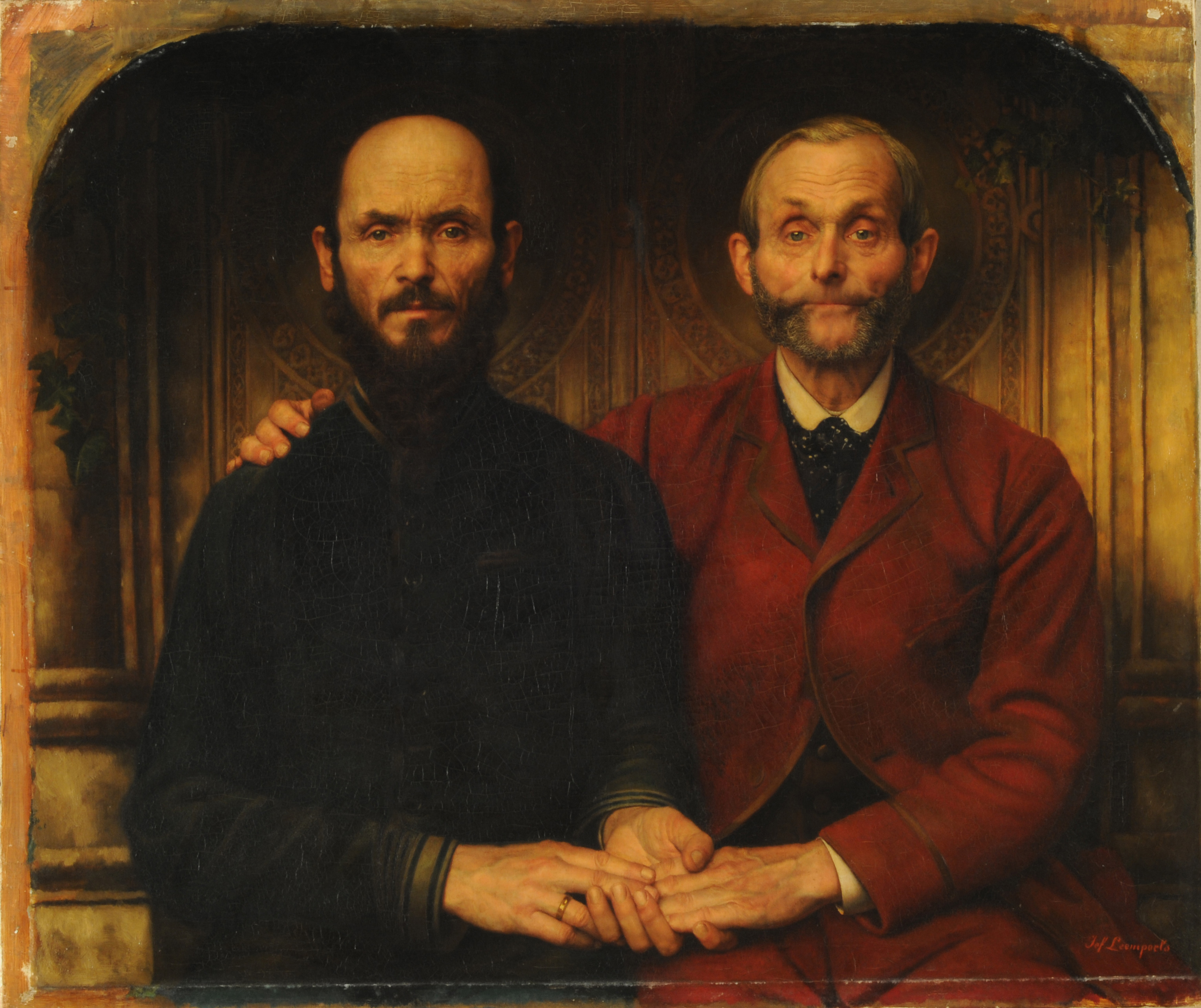
Vänskap, Jef Leempoels.

Jef Leempoels, född 1867, död 1935, var en belgisk målare.
Leempoels verkade ursprungligen som genremålare, men övergick omkring 1890 till en religiöst-symbolisk motivkrets och på senare år i allt större utsträckning även till porträttmåleri. Hans teknik utmärkte sig ibland för en viss hårdhet. Bland hans verk märks bland annat Silverbröllopet (1890), Arbetare på hemväg (1895) och Vänskap.